# Contea di Guanghe
La contea di Guanghe (广河县S, Guǎnghé XiànP) è una contea della Cina, situata nella provincia del Gansu.